# Dagesztáni háború
A Dagesztáni háború 1999. augusztus 7. - szeptember 28. között zajlott az Oroszországhoz tartozó Észak-Kaukázusban fekvő Dagesztán területén. A konfliktus kiváltó oka egy csecsenföldi székhelyű iszlamista fegyveres alakulatnak, az Iszlamista Nemzetközi Brigádnak (a továbbiakban INB) a dagesztáni szeparatista mozgalom megsegítésére indított fegyveres akciója volt, mely kiváltotta az Orosz Hadsereg ellentámadását. A háború egyértelmű orosz győzelemmel és az INB visszavonulásával végződött. Az iszlamista támadás következményeként az oroszok augusztus 26-án inváziót indítottak Csecsenföld ellen, kirobbantva ezzel a második csecsen háborút.

## Előzmények
Az első csecsen háború során de facto függetlenséget kivívó Csecsenföldön anarchia és gazdasági válság ütötte fel a fejét, ez a belpolitikai helyzet pedig elsősorban a szélsőséges iszlamisták támogatottságát növelte meg, akik egyaránt lázadtak Aszlan Maszhadov csecsen elnök uralma ellen és agitáltak Észak-Kaukázus teljes körű függetlenítéséért. 
Már 1997-ben elkezdődött egy iszlamista légió szervezése a szaúd-arábiai születésű Ibn al-Hattáb vezetésével, amelynek soraiban jelentékeny számút arab önkéntest is sikerült toborozni és a légió szorosan együttműködött a dagesztáni iszlamista felkelőkkel és nagy valószínűség szerint szerepe volt a dagesztáni civil és katonai célpontok ellen végrehajtott bombamerényletekben és fegyveres támadásokban is.

## Az iszlamista támadás és az orosz ellentámadás
Augusztus 4-én dagesztáni fegyveresek több orosz biztonsági embert megöltek egy támadásban a dagesztáni határ közelében. Augusztus 7-én Samil Baszajev és Ibn al-Hattáb vezetésével 1500-2000 fegyveres lépte át a csecsen–dagesztáni határt, majd a dagesztáni iszlamista felkelőkkel egyesülve megszálltak több dagesztáni falut, majd augusztus 10-én kikiáltották a független Dagesztáni Iszlamista Köztársaságot és hadat üzentek az oroszpárti dagesztáni kormánynak, valamint Oroszország "megszálló egységeinek". 
Az oroszokat felkészületlenül érte a támadás, így kezdetben az iszlamisták elleni harcot gyakorlatilag egyedül a dagesztáni rendőrség és spontán felfegyverzett civil miliciák vívták. Baszajev és Hattáb tervei nem váltak valóra, a dagesztáni lakosság nem állt egyöntetűen az újonnan érkezett "felszabadítók" mellé, sőt inkább hódítóknak tekintették őket, főként a számos idegen, így arab önkéntes miatt, akik a helyiek nyelvét se beszélték. 
Mire kialakult Dagesztánon belül a szervezett ellenállás, az orosz haderő is támadásba lépett. Az orosz légierő és tüzérség sorozatos támadásokat intézett a megszállók ellen, csecsenföldi célpontokat is támadva, majd szinte egyszerre indult meg a szárazföldi támadás a dagesztáni területek és Csecsenföld ellen. A hadművelet során került sor először T–90-es tankok harcbeli alkalmazására és az iszlamista fegyvereseknek a harcok során sikerült is egy tankot hét RPG–7 páncéltörő gránátvetővel megsemmisíteniük. Augusztus 23-án az iszlamisták kénytelenek voltak feladni a megszállt településeket és visszavonulni a hegyekbe. Az oroszok megszakítás nélkül folytatták a hadműveleteiket, mire válaszul az iszlamisták szeptember folyamán négy bombamerényletet hajtottak végre kormányzati épületek ellen, egyet Dagesztánban, kettőt Moszkvában és egyet Volgodonszkban. A támadások összesen 293 ember halálát okozták. 
Szeptember 5-én a lázadók megkíséreltek egy újabb inváziót a dagesztáni települések ellen, megszállva többek között Haszavjurt kisvárost is. Heves tűzharc bontakozott ki a városért, melyben végül az oroszok – helybeli önkéntesek támogatásával – szeptember 12-re győztek, és a fegyveresek ismét kénytelenek voltak visszavonulni a hegyekbe, majd 28-án Baszajev hivatalosan is bejelentette kivonulásukat Dagesztán területéről.

## Következmények
A lázadók visszavonulását követően, szeptember végén orosz harci repülők már a csecsen fővárost, Groznijt bombázták. A csecsen elnök, Maszhadov nyíltan elítélte a dagesztáni inváziót és felajánlotta Moszkvának a főbűnösök kiadatását, de az oroszok nem fogadták el a csecsen ajánlatot, és folytatták  hadműveleteiket Csecsenföld ellen. 2000 folyamán Csecsenföld gyakorlatilag teljesen orosz kézre került, de a Kaukázusban továbbra is gerillaharcok folytak és kisebb intenzitással, de tartanak a mai napig. Az iszlamista lázadók gerilla harcai öt észak-kaukázusi tagköztársaság területére – Csecsenföld, Dagesztán, Ingusföld, Észak-Oszétia és Kabard- és Balkárföld – terjed ki, de a lázadók több bombamerényletet is végrehajtottak oroszországi célpontok ellen, nem egyszer moszkvai célpontok ellen is.